# Арко
 Тази статия е за града в Италия.  За града в САЩ със същия правопис вижте Аркоу (Айдахо).  
А̀рко (на италиански: Arco) е град в Северна Италия.

## География
Градът е разположен в долината на река Сарка, провинция Тренто в област (регион) Трентино-Алто Адидже в италианските Алпи. На 8 км след град Арко се намира устието на река Сарка, която се влива в езерото Лаго ди Гарда. Население 16 421 жители (към 31 март 2009 г.).

## Икономика
Основен отрасъл в икономиката на Арко е туризмът.

## Личности, родени в Арко
- Джовани Сегантини (1858 – 1899), художник

## Спорт
На 2 юни 2001 г. в Арко финишира 14-ия етап от Колоездачната обиколка на Италия.